# Kajak-kenu az 1980. évi nyári olimpiai játékokon
Az 1980. évi nyári olimpiai játékokon a kajak-kenuban tizenegy versenyszámban osztottak érmeket.

## Éremtáblázat
(Magyarország és a rendező ország csapata eltérő háttérszínnel, az egyes számoszlopok legmagasabb értéke, vagy értékei vastagítással kiemelve.)
| Az 1980. évi nyári olimpiai játékok éremtáblázata kajak-kenuban | Az 1980. évi nyári olimpiai játékok éremtáblázata kajak-kenuban | Az 1980. évi nyári olimpiai játékok éremtáblázata kajak-kenuban | Az 1980. évi nyári olimpiai játékok éremtáblázata kajak-kenuban | Az 1980. évi nyári olimpiai játékok éremtáblázata kajak-kenuban | Olimpia  |
| --------------------------------------------------------------- | --------------------------------------------------------------- | --------------------------------------------------------------- | --------------------------------------------------------------- | --------------------------------------------------------------- | -------- |
|                                                                 | Ország                                                          | Arany                                                           | Ezüst                                                           | Bronz                                                           | Összesen |
| 1.                                                              | Szovjetunió (URS)                                               | 4                                                               | 2                                                               | 2                                                               | 8        |
| 2                                                               | NDK (GDR)                                                       | 4                                                               | 1                                                               | 3                                                               | 8        |
| 3.                                                              | Bulgária (BUL)                                                  | 1                                                               | 2                                                               | 2                                                               | 5        |
| 3.                                                              | Románia (ROU)                                                   | 1                                                               | 2                                                               | 2                                                               | 5        |
| 5.                                                              | Magyarország (HUN)                                              | 1                                                               | 1                                                               | 1                                                               | 3        |
|                                                                 |                                                                 |                                                                 |                                                                 |                                                                 |          |
| 6.                                                              | Spanyolország (ESP)                                             | 0                                                               | 1                                                               | 1                                                               | 2        |
| 7.                                                              | Ausztrália (AUS)                                                | 0                                                               | 1                                                               | 0                                                               | 1        |
| 7.                                                              | Franciaország (FRA)                                             | 0                                                               | 1                                                               | 0                                                               | 1        |
|                                                                 |                                                                 |                                                                 |                                                                 |                                                                 |          |
| Összesen                                                        | Összesen                                                        | 11                                                              | 11                                                              | 11                                                              | 33       |

## Képgaléria

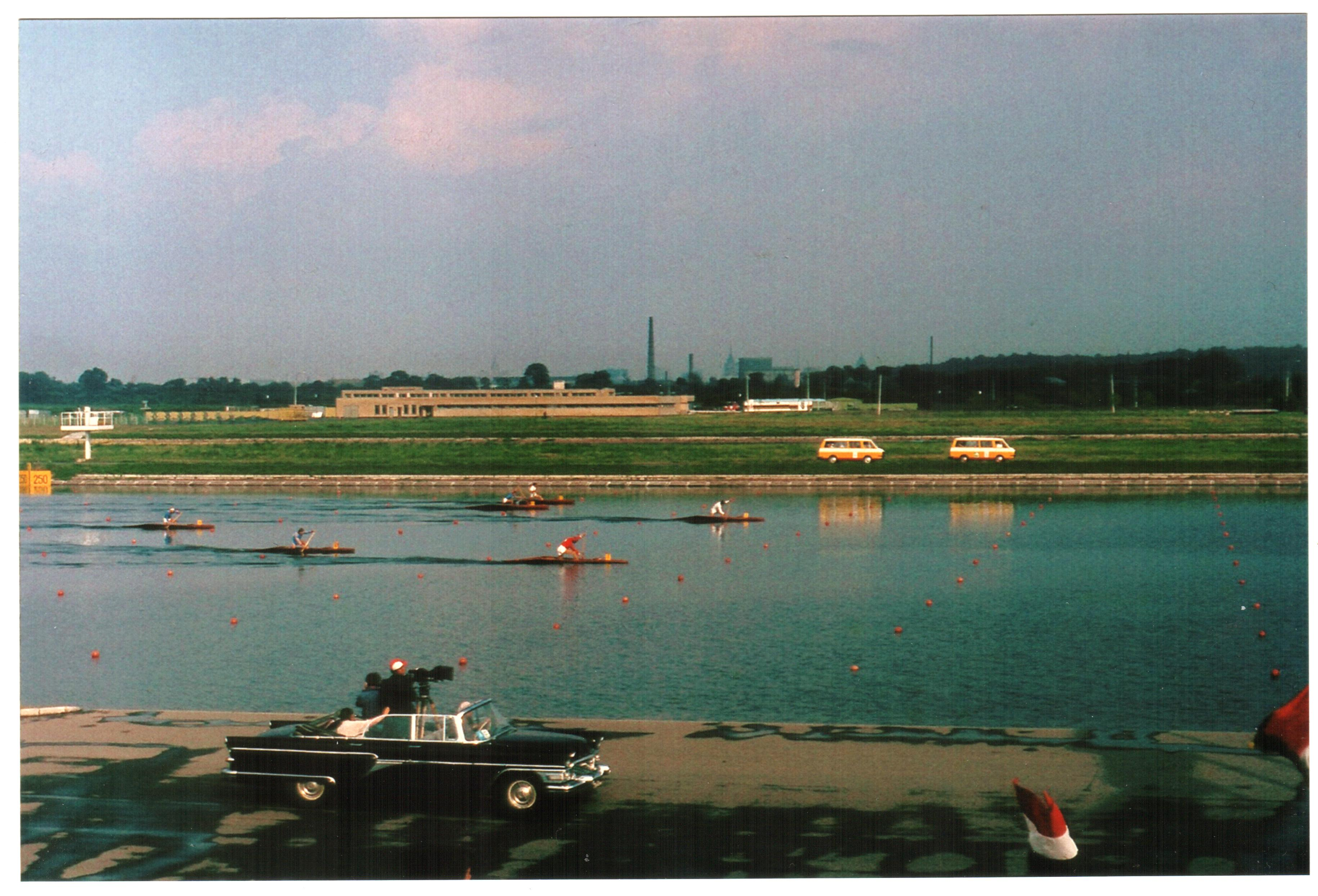
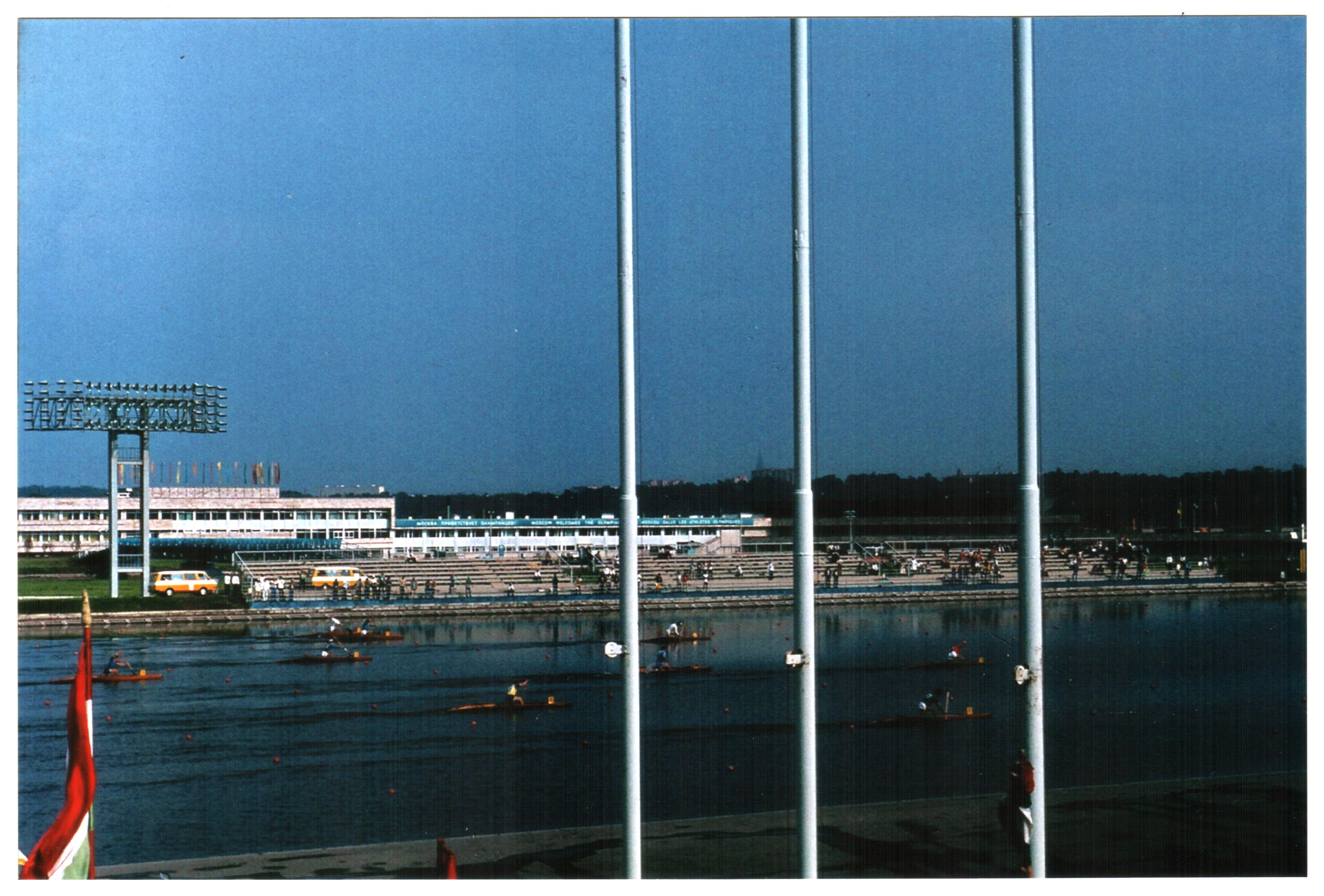
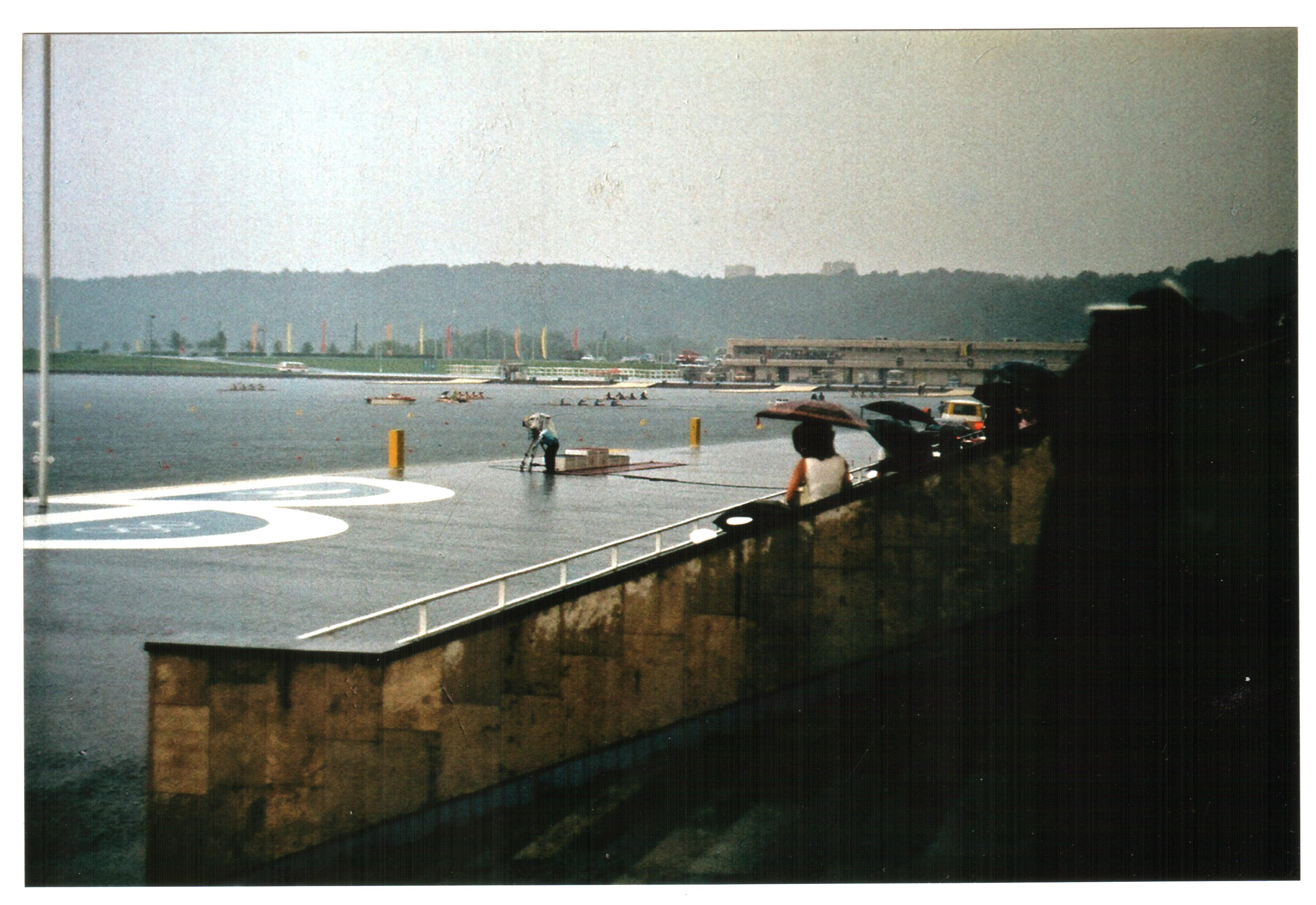
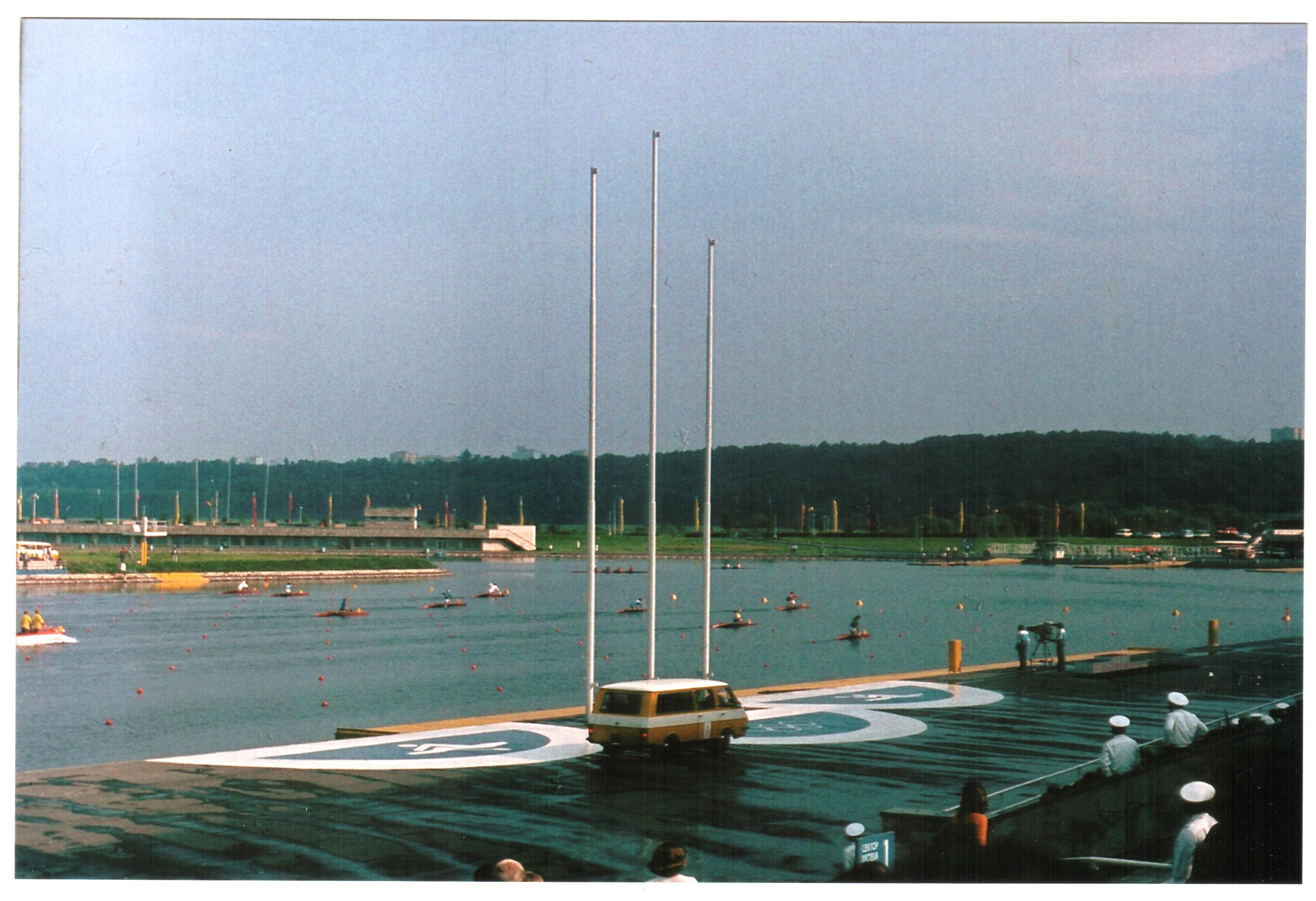
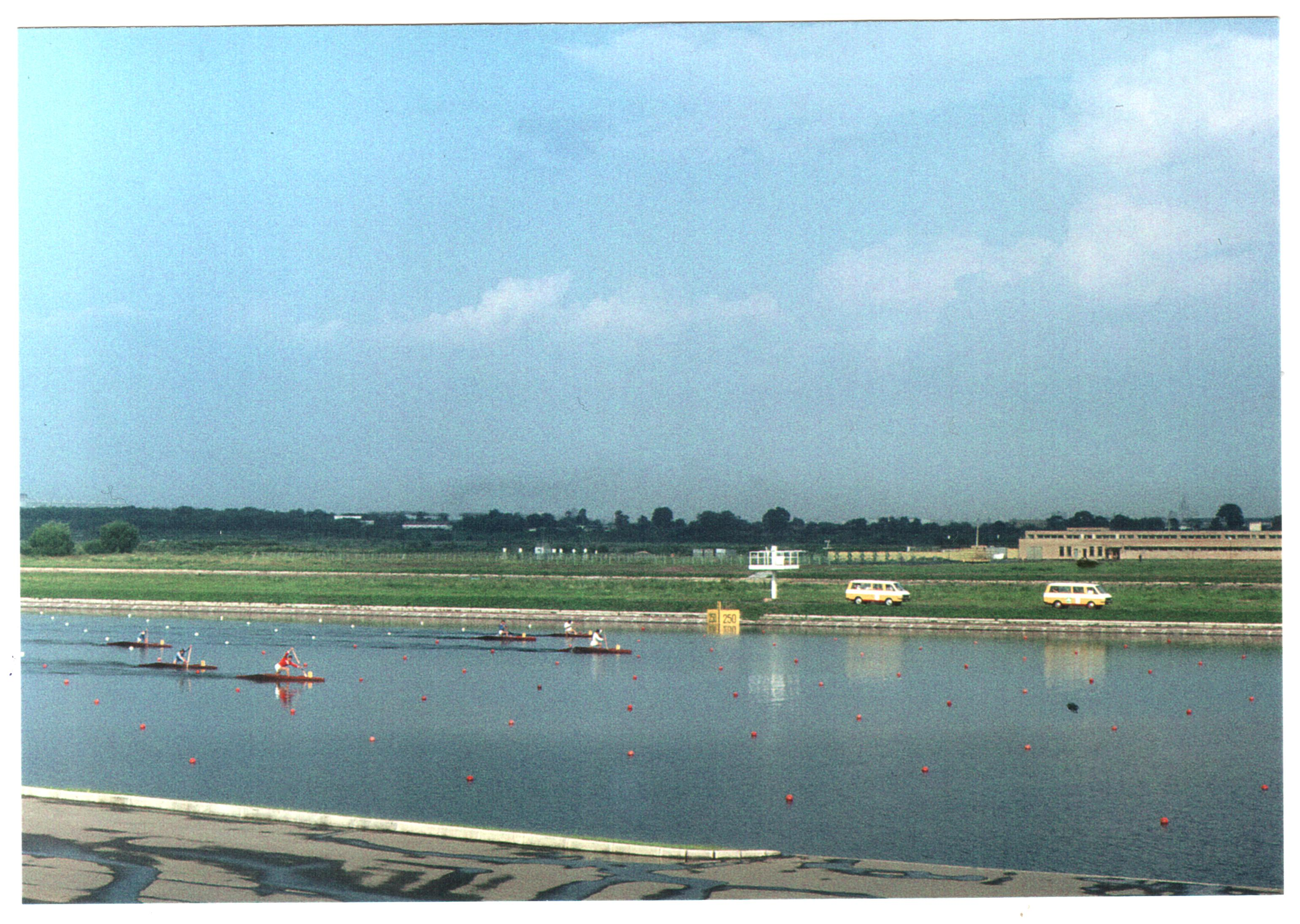
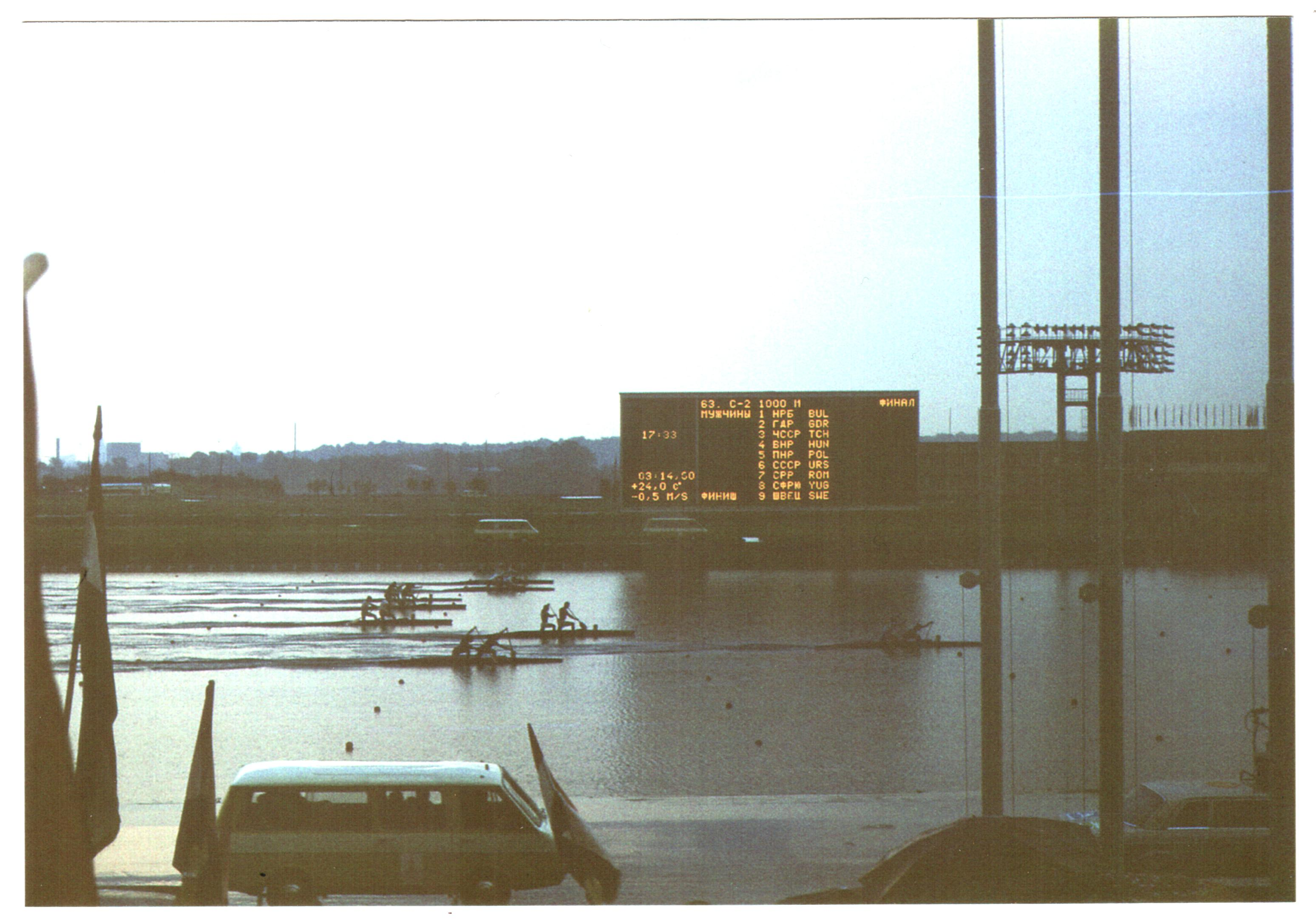

## Érmesek

### Férfiak
| Az 1980. évi nyári olimpiai játékok érmesei férfi kajak-kenuban |                                                                           |                                                                        |                                                                                       |
| Versenyszám                                                     | Arany                                                                     | Ezüst                                                                  | Bronz                                                                                 |
| Kajak egyes 500 m.                                              | Vlagyimir Parfenovics · Szovjetunió (URS)                                 | John Sümegi · Ausztrália (AUS)                                         | Vasile Dîba · Románia (ROU)                                                           |
| Kajak kettes 500 m.                                             | Szovjetunió (URS) · Szerhij Csuhraj · Vlagyimir Parfjonovics              | Spanyolország (ESP) · Hermino Menéndez · Guillermo Del Riego           | NDK (GDR) · Rüdiger Helm · Bernd Olbricht                                             |
| Kajak egyes 1000 m.                                             | Rüdiger Helm · NDK (GDR)                                                  | Alain Lebas · Franciaország (FRA)                                      | Ion Bîrlădeanu · Románia (ROU)                                                        |
| Kajak kettes 1000 m.                                            | Szovjetunió (URS) · Szerhij Csuhraj · Vlagyimir Parfenovics               | Magyarország (HUN) · Joós István · Szabó István                        | Spanyolország (ESP) · Herminio Menéndez · Luis Ramos Misioné                          |
| Kajak négyes 1000 m.                                            | NDK (GDR) · Rüdiger Helm · Bernd Olbricht · Herald Marg · Bernd Duvigneau | Románia (ROU) · Mihai Zafiu · Vasile Dîba · Ion Geantă · Nicuşor Eşanu | Bulgária (BUL) · Boriszlav Boriszov · Bozsidar Milenkov · Lazar Hrisztov · Ivan Manev |
| Kenu egyes 500 m.                                               | Szergej Posztrehin · Szovjetunió (URS)                                    | Ljubomir Ljubenov · Bulgária (BUL)                                     | Olaf Heukrodt · NDK (GDR)                                                             |
| Kenu kettes 500 m.                                              | Magyarország (HUN) · Foltán László · Vaskuti István                       | Románia (ROU) · Petre Capusta · Ivan Patzaichin                        | Bulgária (BUL) · Boriszlav Ananiev · Nikolai Ilkov                                    |
| C-1, 1000 m                                                     | Ljubomir Ljubenov · Bulgária (BUL)                                        | Szergej Posztrehin · Szovjetunió (URS)                                 | Eckhard Leue · NDK (GDR)                                                              |
| Kenu kettes 1000 m.                                             | Románia (ROU) · Ivan Patzaichin · Toma Simionov                           | NDK (GDR) · Olaf Heukrodt · Uwe Madeja                                 | Szovjetunió (URS) · Vaszil Jurcsenko · Jurij Lobanov                                  |

### Nők
| Az 1980. évi nyári olimpiai játékok érmesei női kajak-kenuban |                                              |                                                 |                                                  |
| Versenyszám                                                   | Arany                                        | Ezüst                                           | Bronz                                            |
| Kajak egyes 500 m.                                            | Birgit Fischer · NDK (GDR)                   | Vanya Geseva · Bulgária (BUL)                   | Antonyina Melnyikova · Szovjetunió (URS)         |
| Kajak kettes 500 m.                                           | NDK (GDR) · Martina Bischof · Carsta Genäuss | Szovjetunió (URS) · Nyina Gopova · Galina Kreft | Magyarország (HUN) · Rakusz Éva · Zakariás Mária |